# Ice Storm
Pour plus de détails, voir Fiche technique et Distribution.
Ice Storm (The Ice Storm) est un film américain réalisé par Ang Lee, sorti en 1997. Il s'agit de l'adaptation cinématographique du roman Tempête de glace de Rick Moody, publié en 1994. Le film a remporté le prix du scénario au festival de Cannes 1997.

## Synopsis
En 1973, à New Canaan dans le Connecticut, les habitants se préparent à fêter Thanksgiving. Cependant, l'enthousiasme est noyé par les déchirements familiaux : adultère, dépressions, absences, enfants déboussolés… La nuit venue, une tempête souffle, qui recouvre de glace et cristallise toute la ville.

## Fiche technique
Sauf indication contraire, les informations mentionnées dans cette section peuvent être confirmées par la base de données cinématographiques IMDb,  présente dans la section « Liens externes ».
- Titre français : Ice Storm
- Titre québécois : La tempête de glace
- Titre original : The Ice Storm
- Réalisation : Ang Lee
- Scénario : James Schamus, d'après le roman Tempête de glace de Rick Moody
- Musique : Mychael Danna
- Photographie : Frederick Elmes
- Montage : Tim Squyres
- Décors : Mark Friedberg
- Production : Ted Hope (en) et James Schamus
- Sociétés de productions : Fox Searchlight Pictures et Good Machine Productions
- Sociétés de distribution : Fox Searchlight Pictures (États-Unis), MK2 Diffusion (France)
- Pays de production : États-Unis
- Format : Couleurs - 1,85:1 - 35 mm
- Genre : drame
- Durée : 112 minutes
- Dates de sortie[1] : 
  - États-Unis : 26 septembre 1997 (New York Film Festival) ; 27 septembre 1997 (sortie limitée) ; 26 novembre 1997
  - France : 12 mai 1997 (festival de Cannes) ; 11 mars 1998

## Distribution
- Kevin Kline (VF : François Dunoyer) : Ben Hood
- Joan Allen (VF : Marie-Christine Adam) : Elena Hood
- Sigourney Weaver (VF : Anne Canovas) : Janey Carver
- Jamey Sheridan : Jim Carver
- Tobey Maguire (VF : Jean-Michel Leray) : Paul Hood, le fils, 16 ans
- Christina Ricci (VF : Mélanie Laurent) : Wendy Hood, la fille, 14 ans
- Elijah Wood : Mikey Carver
- Adam Hann-Byrd : Sandy Carver
- David Krumholtz (VF : Alexis Tomassian) : Francis Davenport
- Allison Janney (VF : Frédérique Cantrel) : Dot Halford
- Kate Burton (VF : Caroline Jacquin) : Dorothy Franklin
- Katie Holmes (VF : Caroline Victoria) : Libbets Casey
- Henry Czerny (VF : Christian Cloarec) : George Clair
- William Cain (VF : Pierre Forest) : Ted Shackley
- Michael Cumpsty (VF : Jérôme Keen) : Philip Edwards
- Maia Danziger (VF : Caroline Franck) : Mme Gadd
- Barbara Garrick : la journaliste météo
Version française
  - Studio de doublage : Alter Ego
  - Direction artistique : Hervé Icovic
  - Adaptation : Thomas Murat

## Production
Le tournage a lieu entre avril et juin 1996. Il se déroule dans le Connecticut, principalement à New Canaan, mais également à Stamford et Greenwich. Quelques scènes sont tournées à Manhattan.

## Bande originale
La bande originale du film regroupe des chansons des années 1970 ou dans le style de l'époque de l'intrigue du film. Dans le film, on peut retrouver la chanson de 1973, The Morning After de Maureen McGovern, mais elle n'est pas sur l'album.
Liste des titres
1. Shoplift – Mychael Danna
2. Finale – Mychael Danna
3. I Can't Read – David Bowie
4. Light Up or Leave Me Alone – Traffic
5. Dirty Love – Frank Zappa
6. I Got a Name – Jim Croce
7. Montego Bay – Bobby Bloom
8. O Grande Amor – Antonio Carlos Jobim
9. Too Late to Turn Back Now – Cornelius Brothers & Sister Rose
10. Help Me Make It Through the Night – Sammi Smith
11. Coconut – Harry Nilsson
12. Mr. Big – Free